# Diego Callejón
Diego Callejón Lirola (Madrid, 1948) es un exjugador y entrenador de voleibol español.
Comenzó a jugar al voleibol al Colegio Obispo Perelló, hasta que en 1966 fichó por la recién fundada Sección de voleibol del Club Atlético de Madrid aunque inicialmente iba a ir al Sección de voleibol del Real Madrid Club de Fútbol pero sus compañeros de colegio fueron al club rojiblanco. En la temporada 1974-75 empezó como jugador y segundo entrenador y se retiró al final de esa temporada con 5 ligas y 5 copas.
Como jugador era un complemento así como bastante duro, estuvo en la selección español de voleibol hasta 1971.
Tras su retiro como jugador, comenzó su carrera como entrenador en el Club Medina donde consiguió tres copas del generalísimo y tres ligas; y continuó en equipos como el Industriales, el equipo juvenil del Atlético de Madrid —donde consigue tres campeonatos nacionales— y fue, durante seis años, seleccionador femenino absoluto para luego marchar al Turavia.